# 1697년
1697년은 화요일로 시작하는 평년이다.

## 연호
- 청(淸) 강희(康熙) 36년
- 일본(日本) 겐로쿠(元禄) 10년
- 후 레 왕조(後黎朝) 찐호아(正和) 18년

## 기년
- 류큐(琉球) 쇼테이왕(尚貞王) 29년
- 청(淸) 성조 강희제(聖祖 康熙帝) 36년
- 조선(朝鮮) 숙종(肅宗) 23년
- 후 레 왕조(後黎朝) 희종(熙宗) 22년

## 탄생
- 4월 1일 - 프랑스의 소설가 아베 프레보. (~1763년)
- 8월 6일 - 신성 로마 제국의 황제 카를 7세. (~1745년)
- 10월 18일 - 이탈리아의 화가 카날레토. (~1768년)